# Musée de l'aviation polonaise

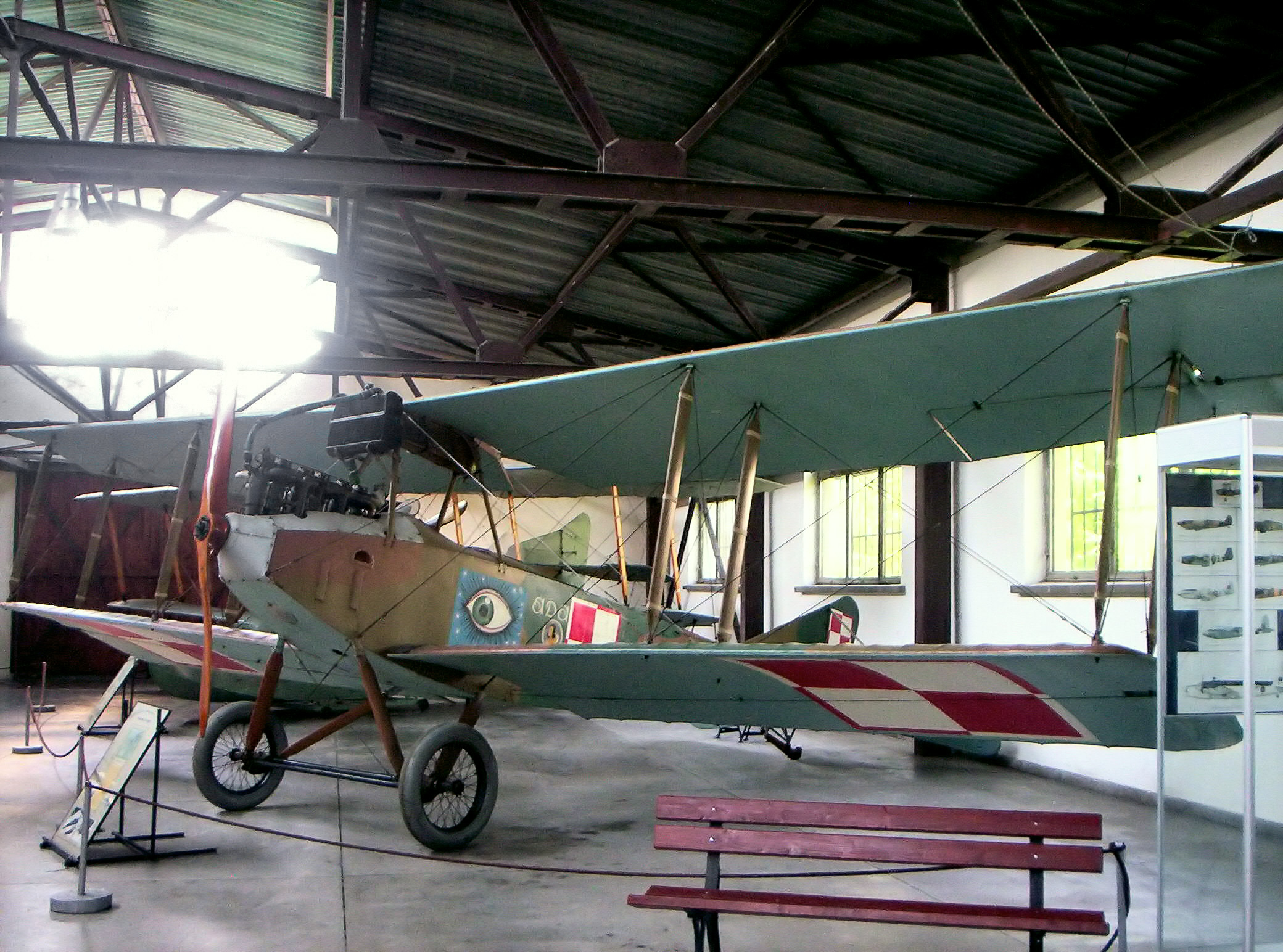
Albatros B.II

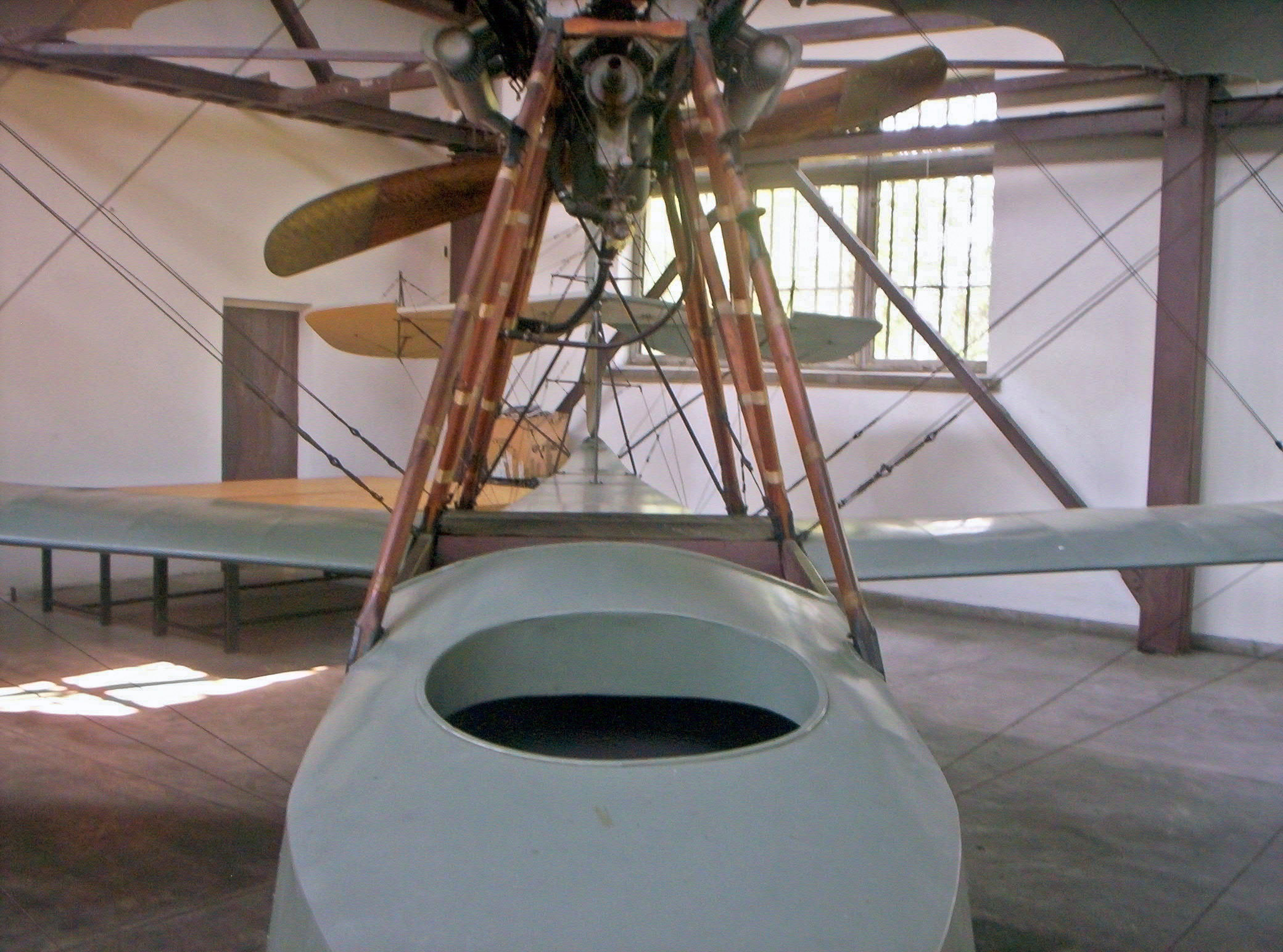
Grigorovich M-15

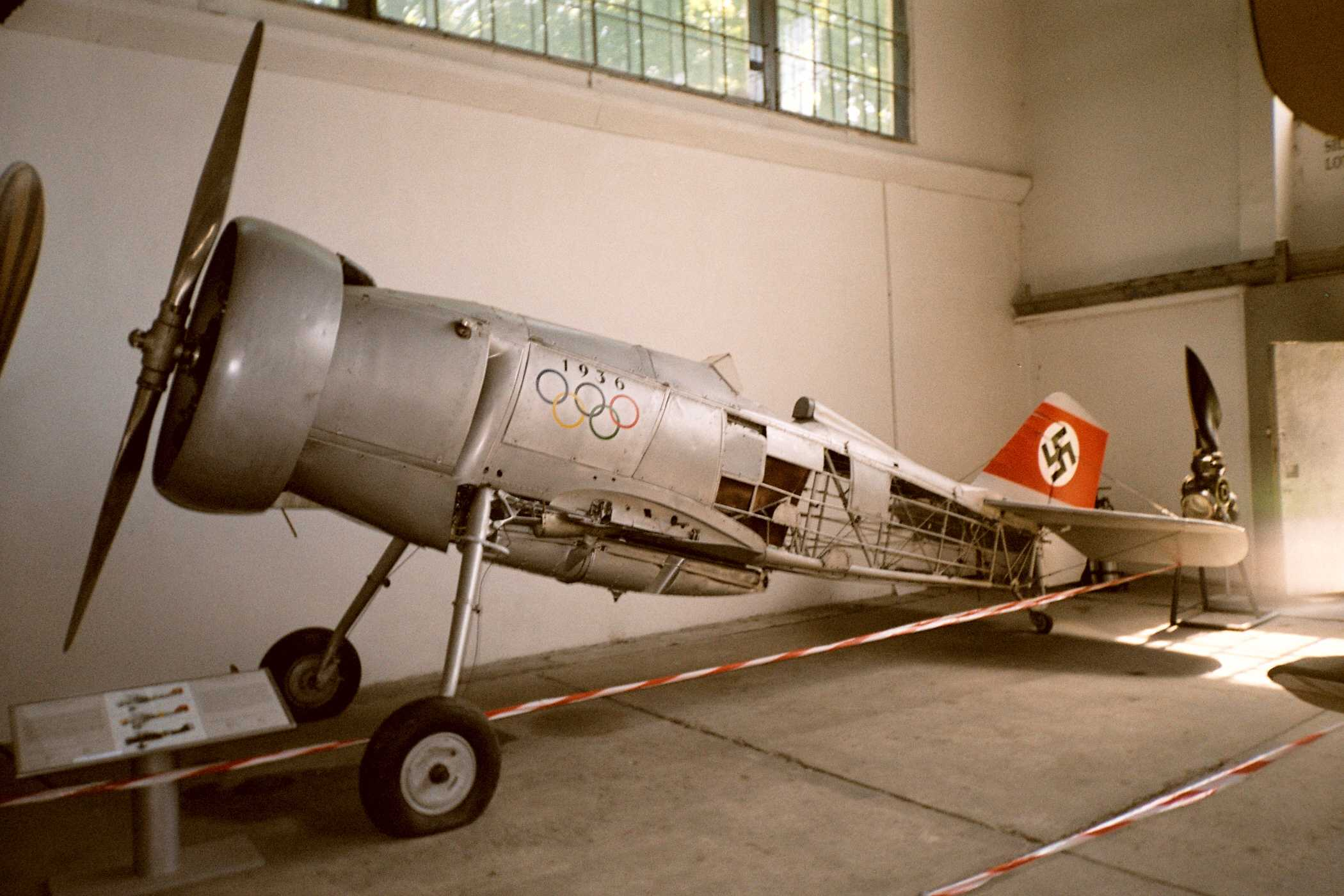
Curtiss Export Hawk II

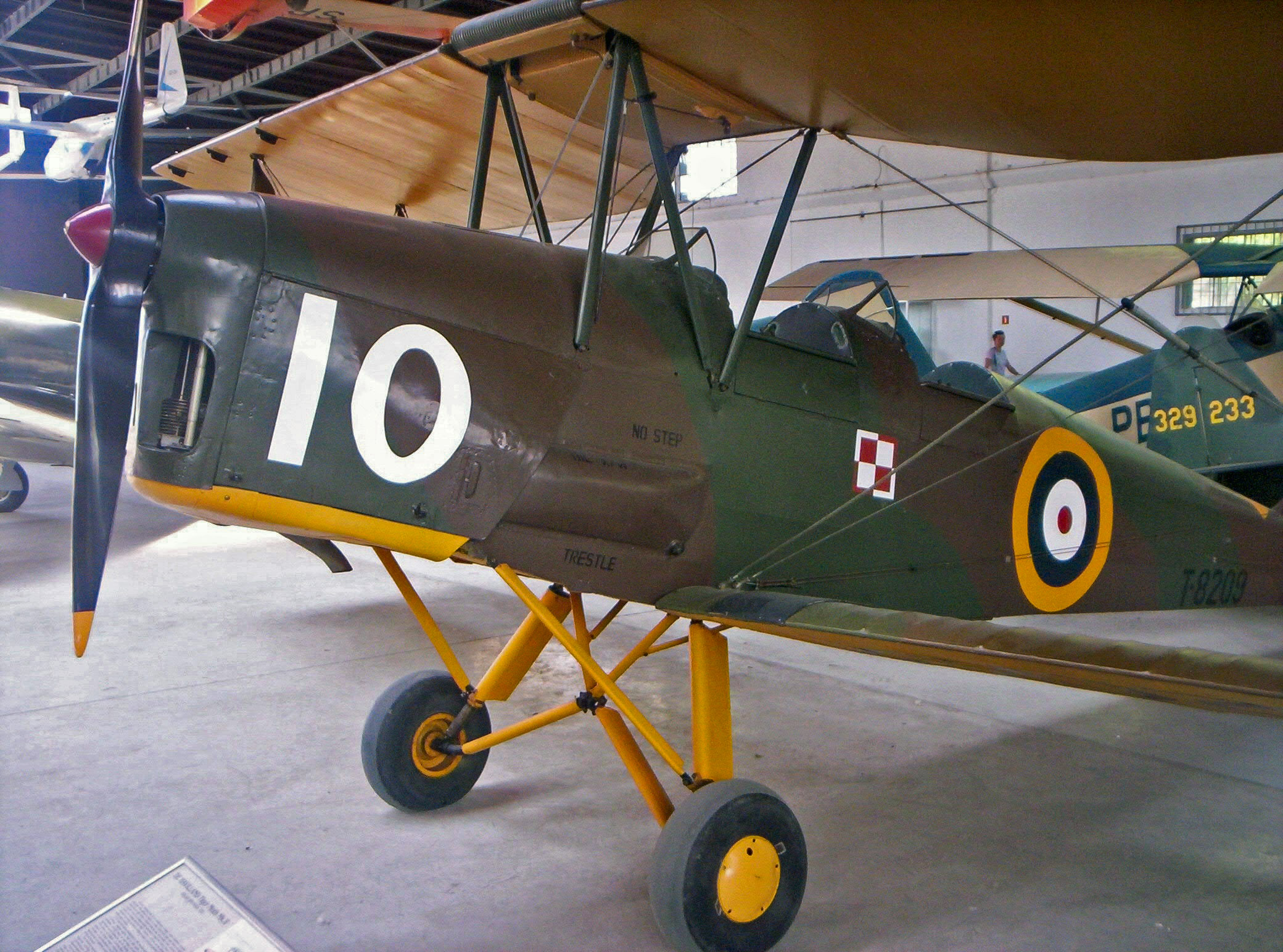
De Havilland 82A Tiger Moth II

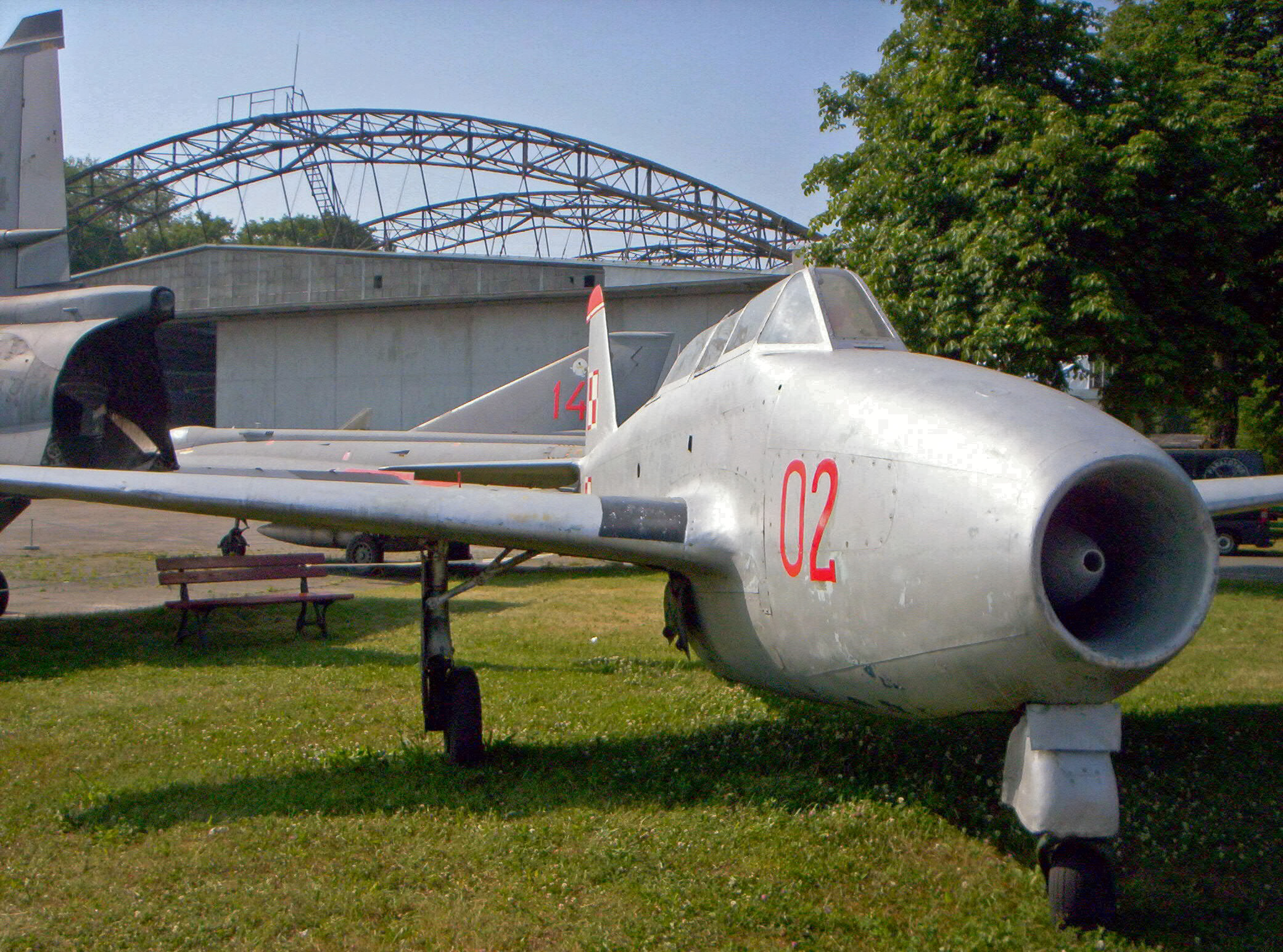
Jak-17UTI

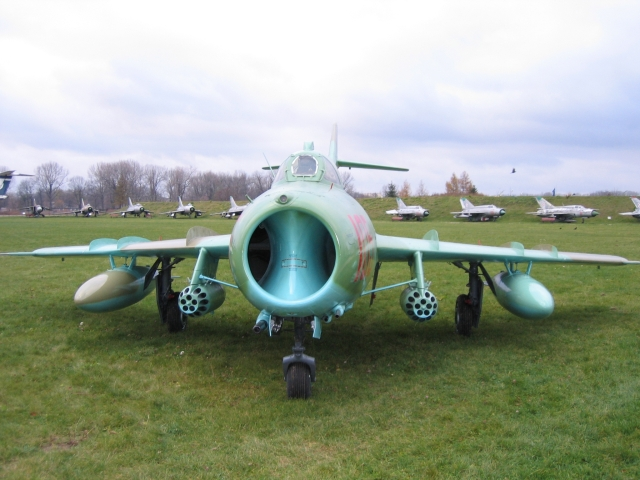
Lim-6 bis

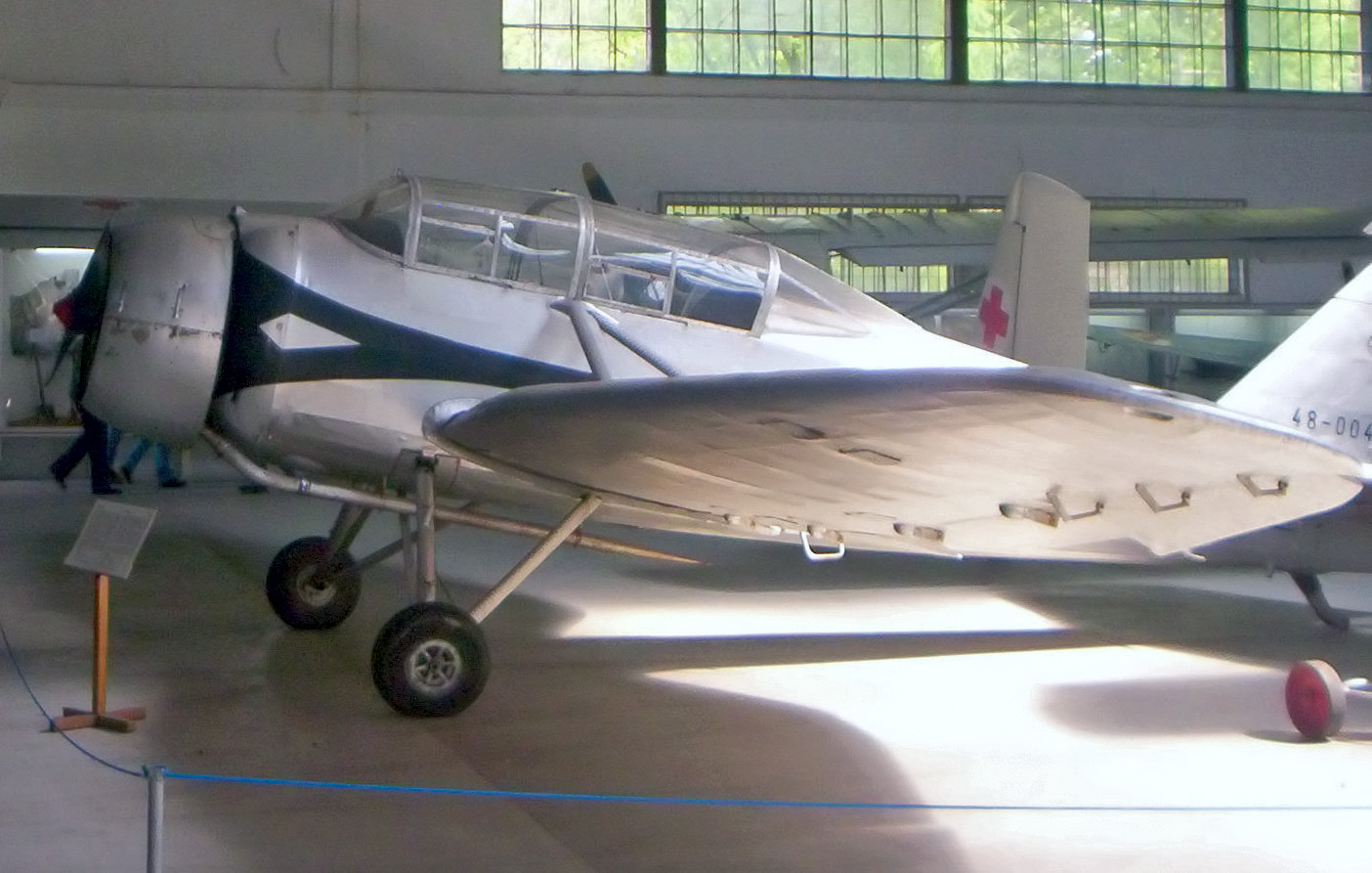
LWD Szpak-4T

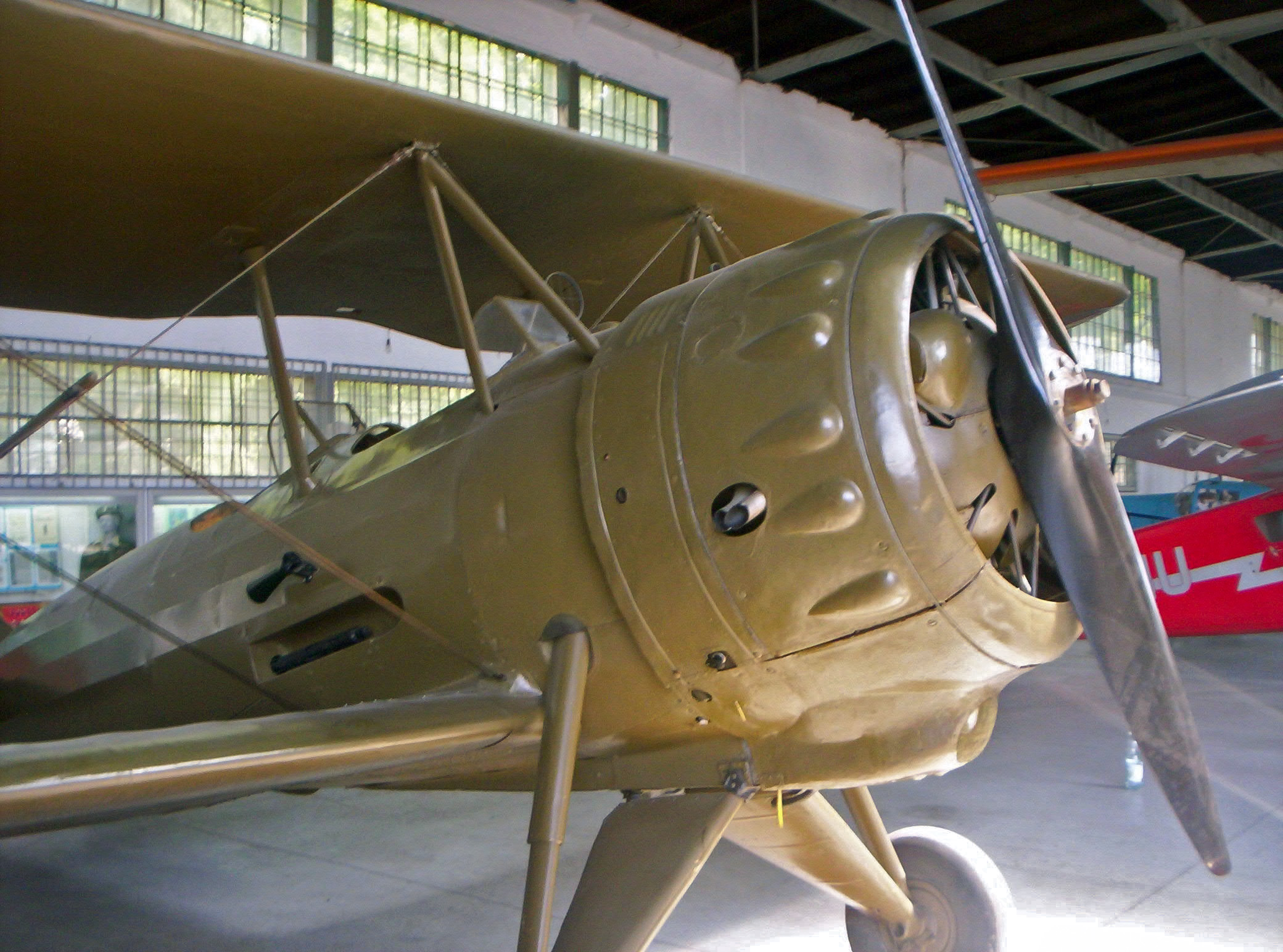
PWS-26

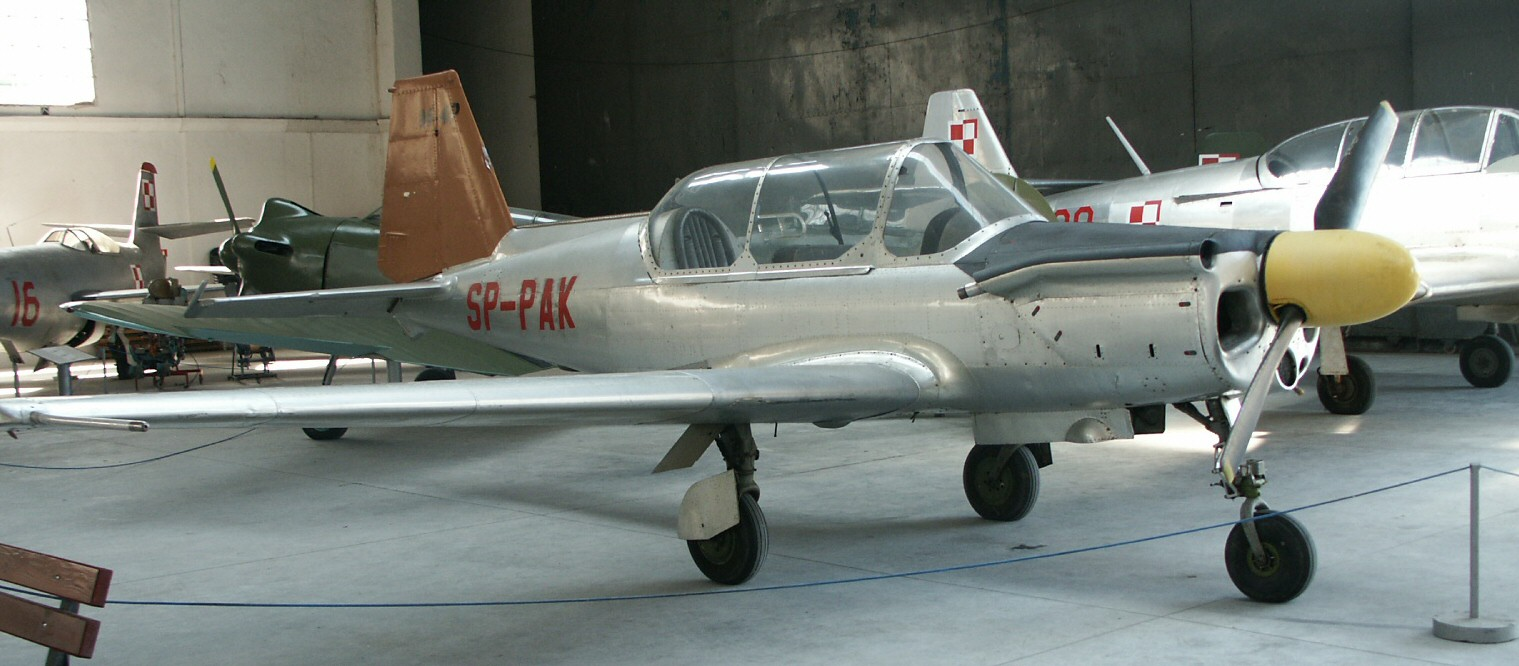
PZL M-4 Tarpan

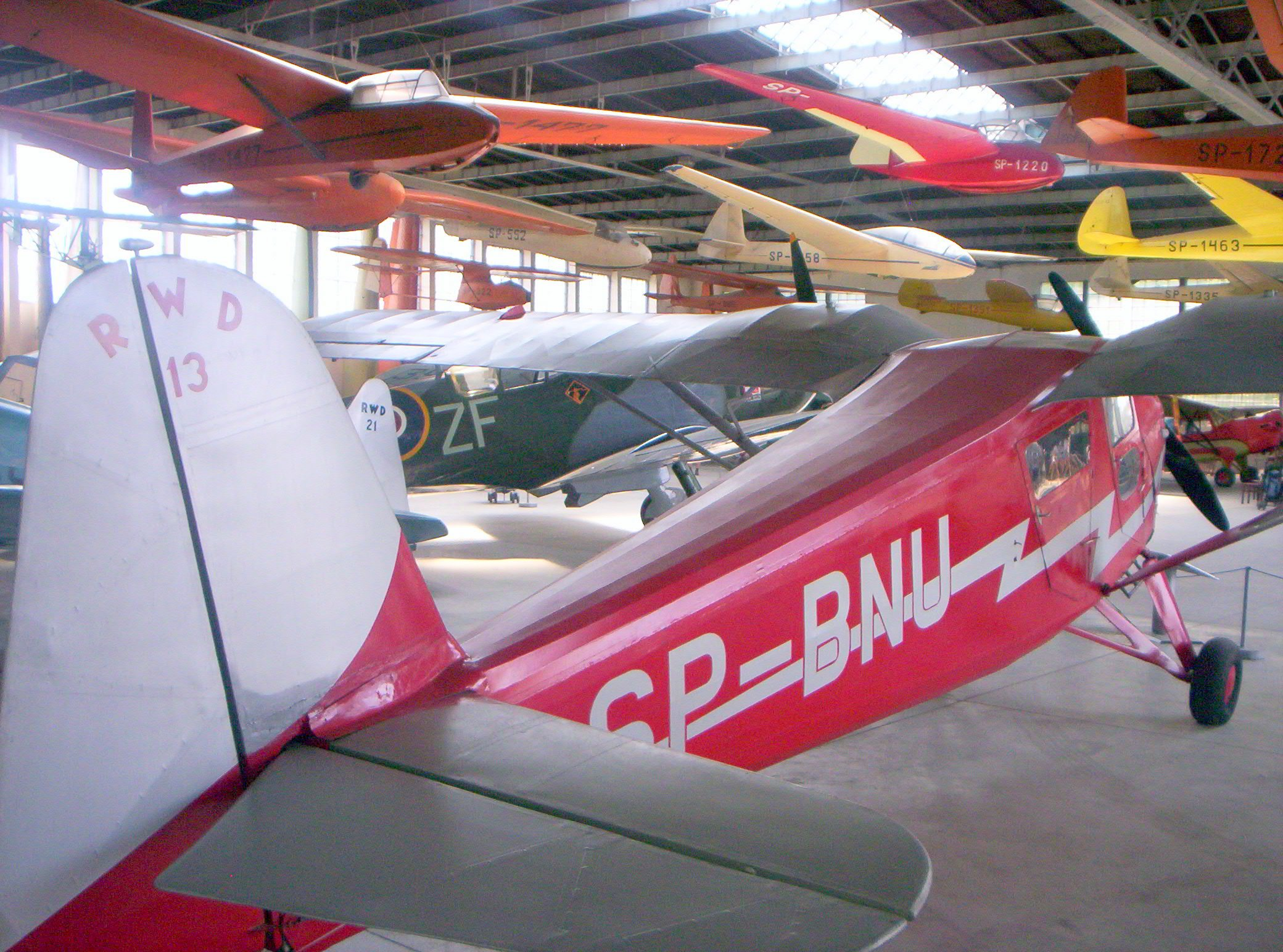
RWD-13

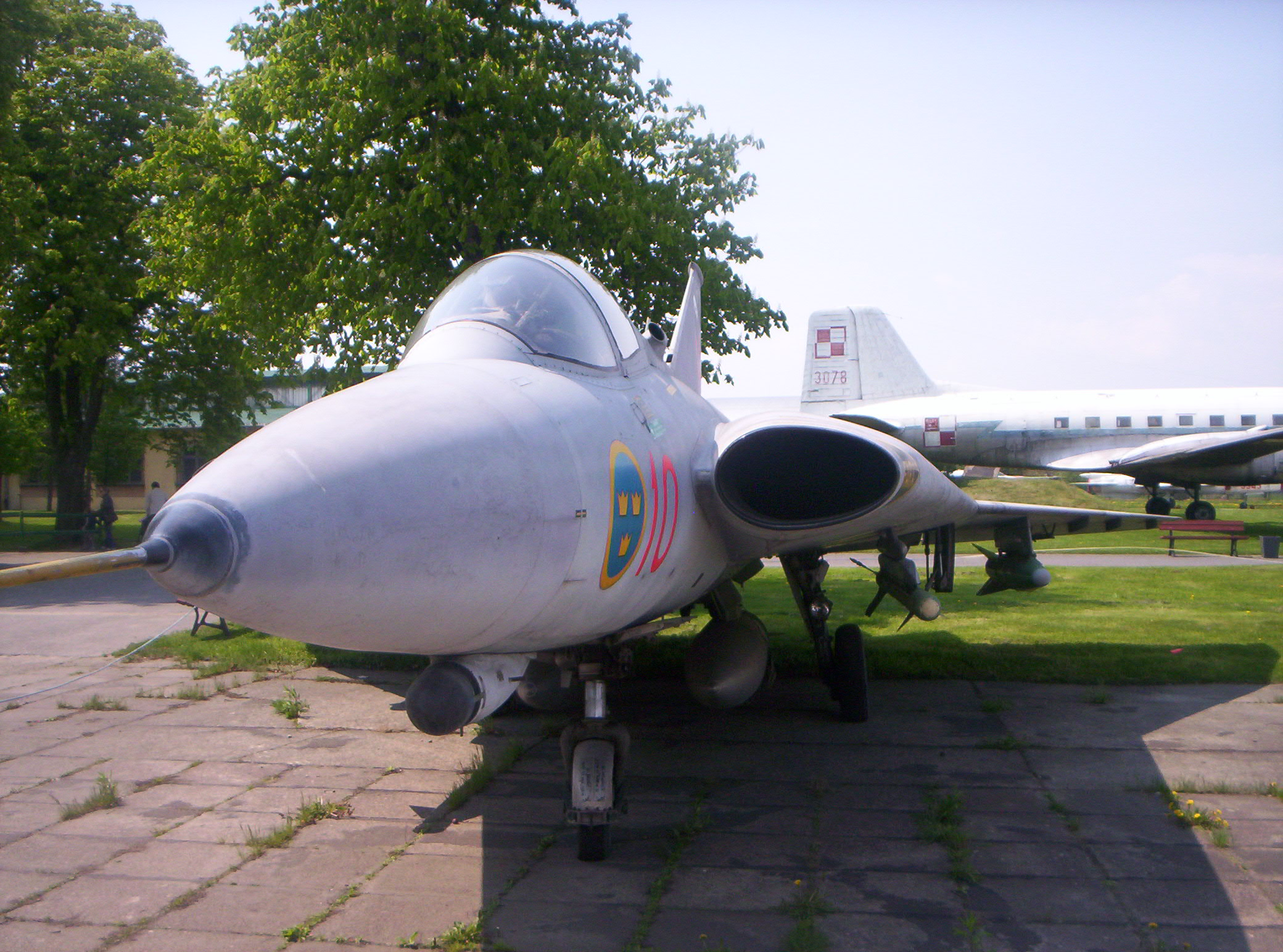
SAAB J 35J Draken

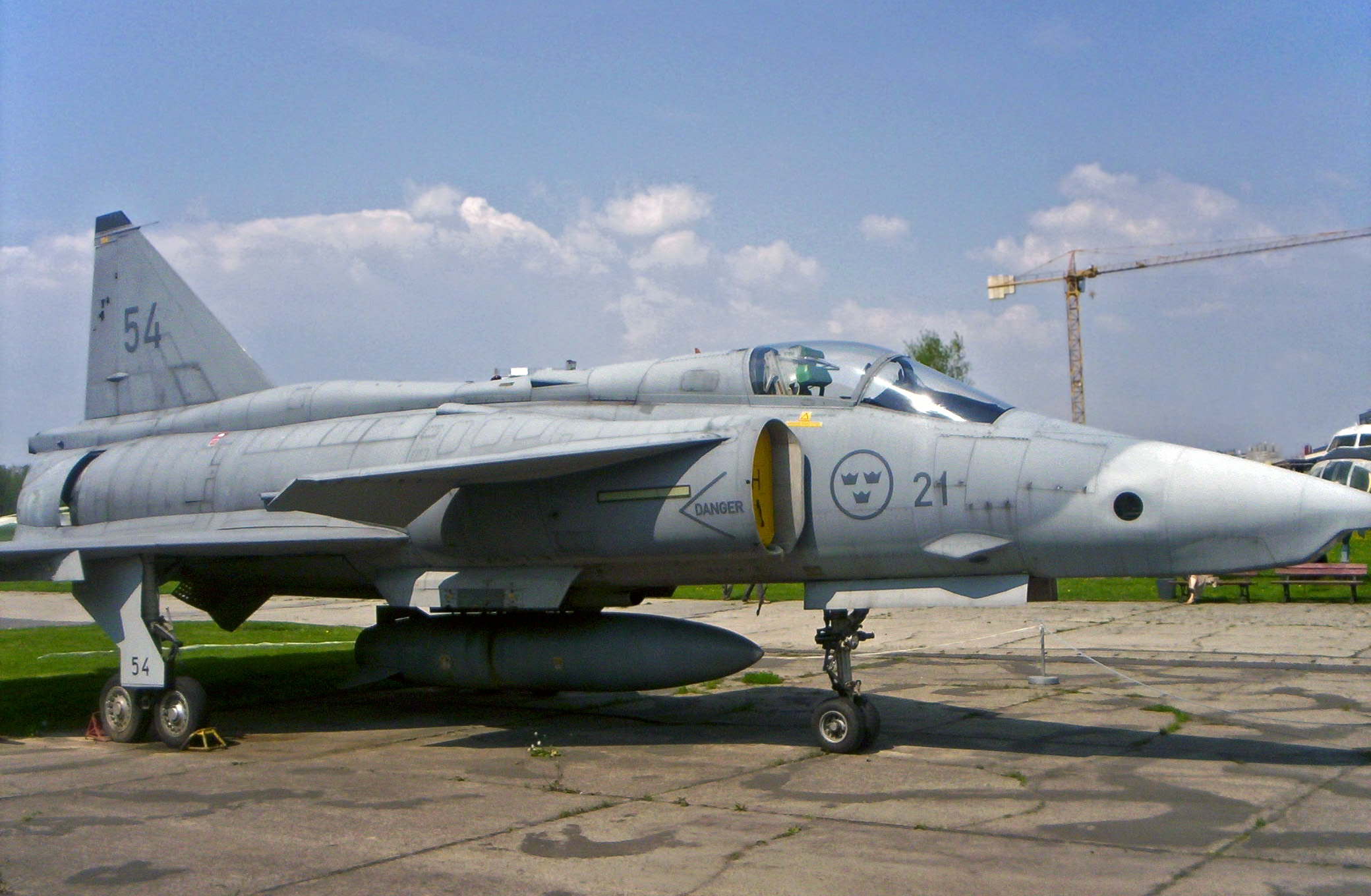
SAAB AJSF 37 Viggen

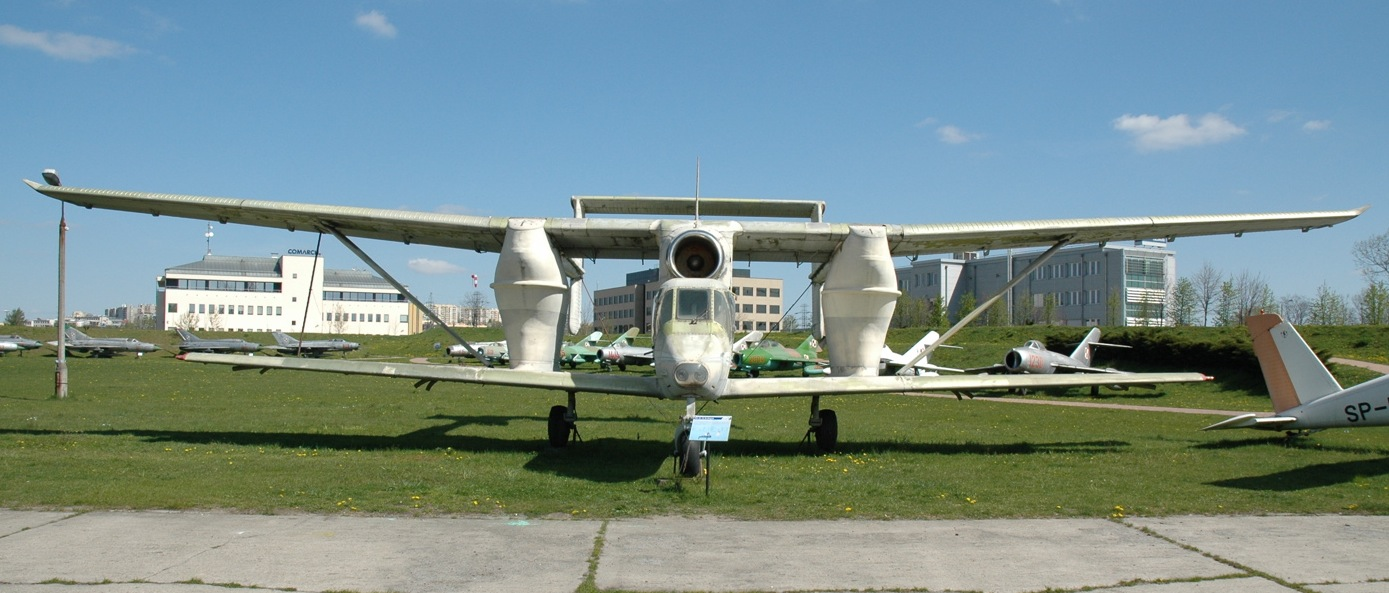
WSK-Mielec M-15 (Belphegor)

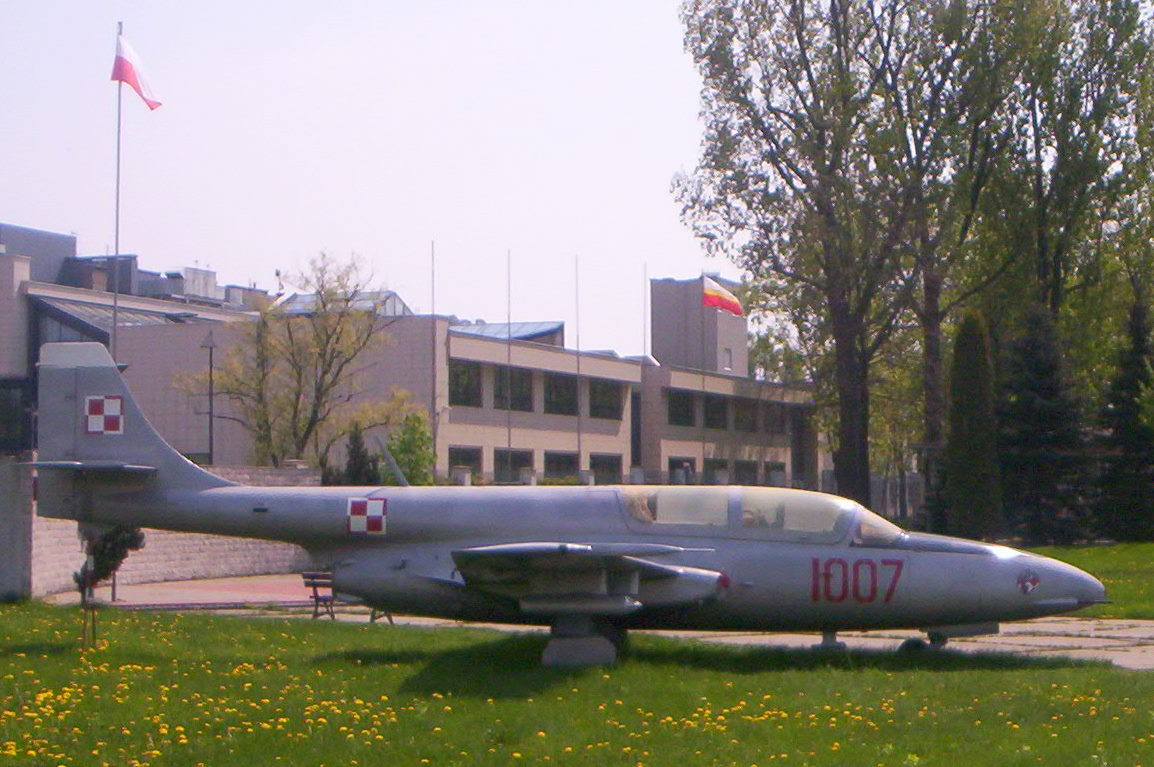
TS-11 Iskra

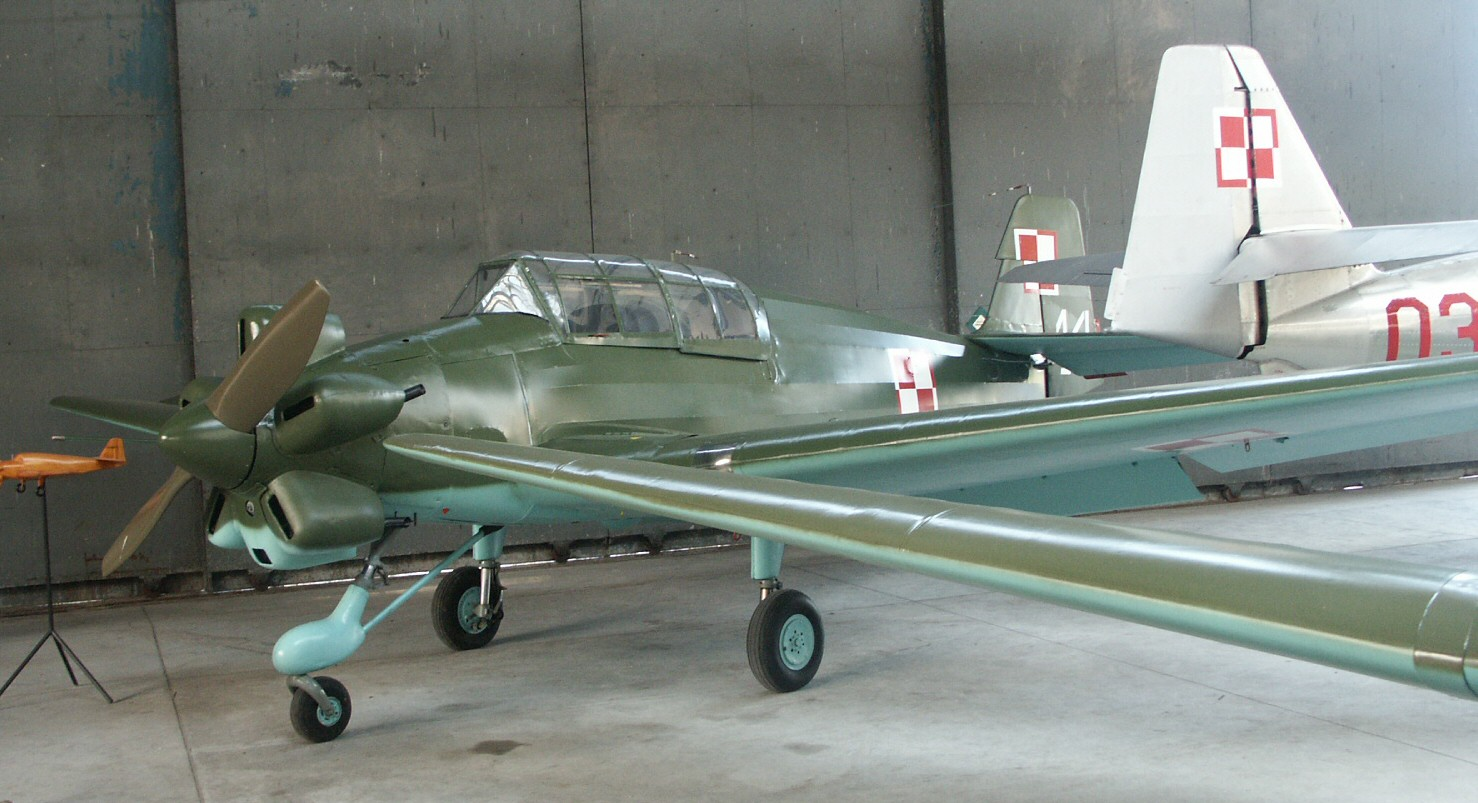
WSK TS-9 Junak 3

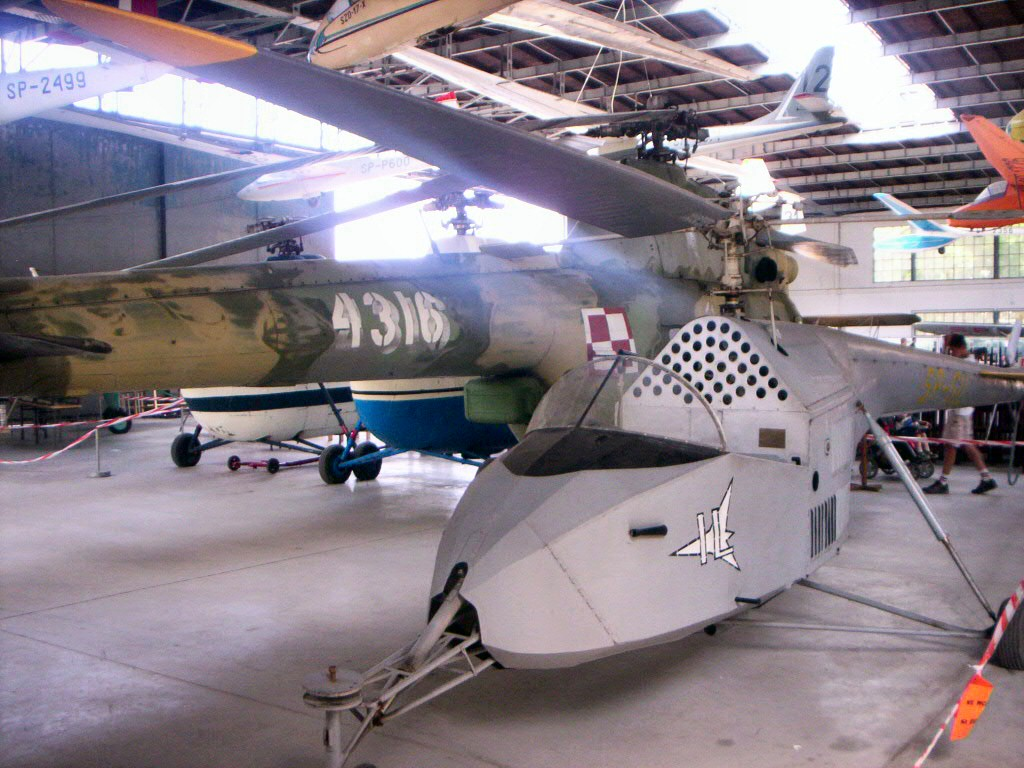
BŻ-1 GIL (SP-GIL)

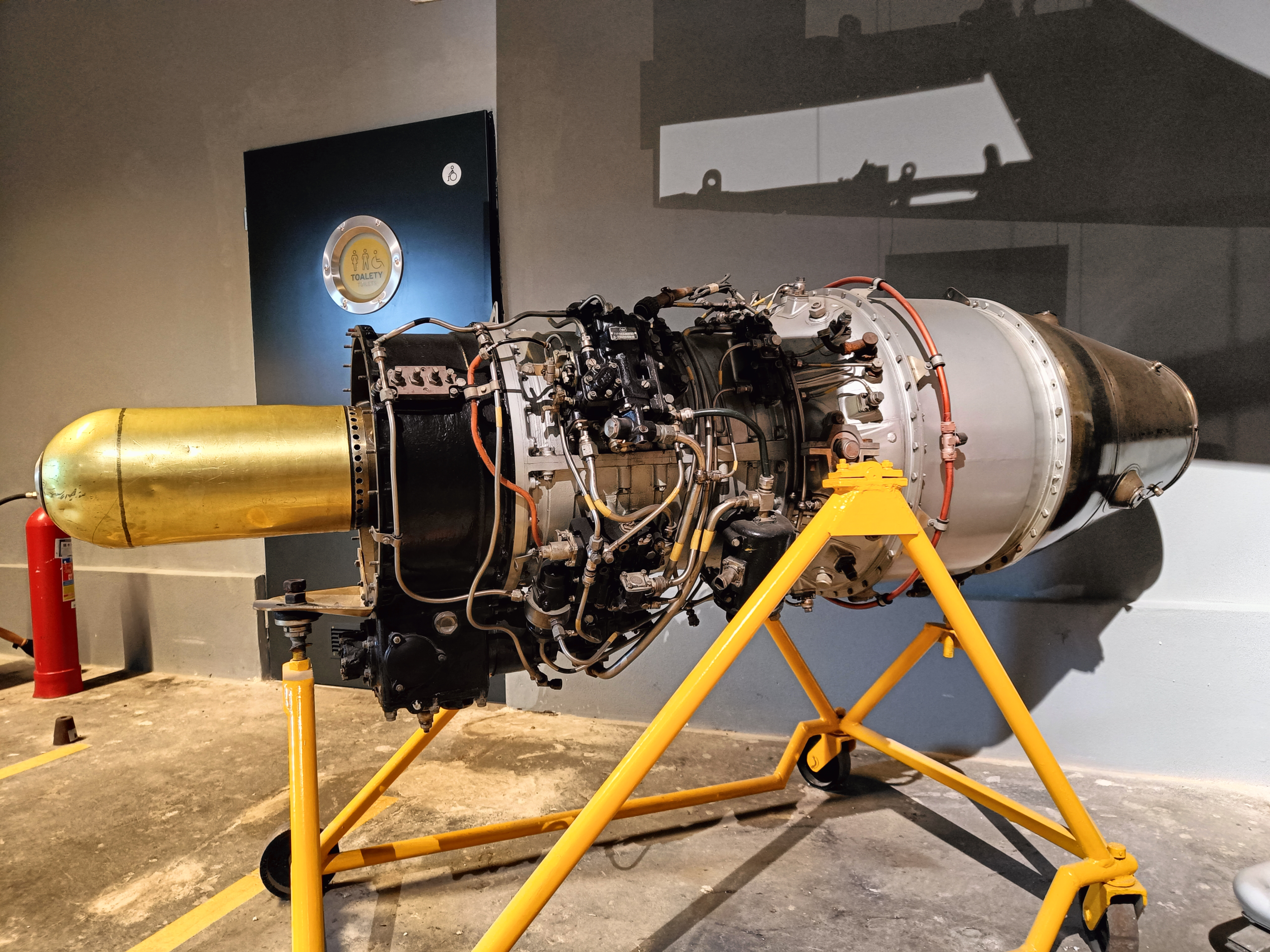
SO-1

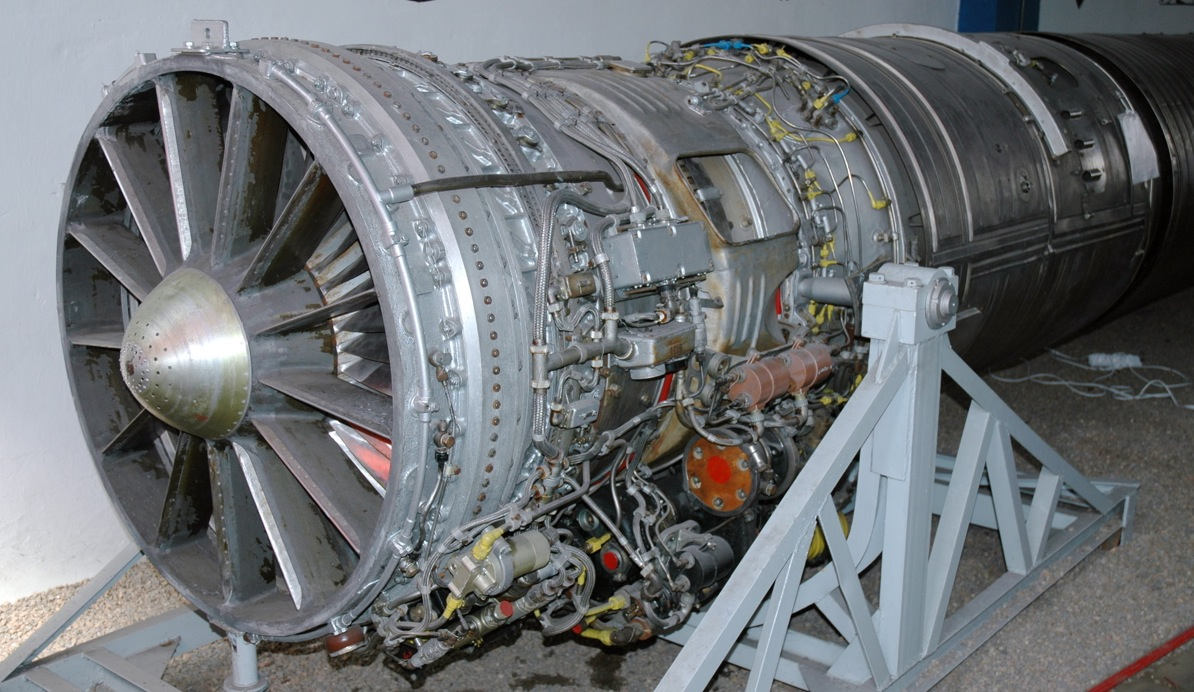
Lyulka AL-7F

Le musée de l’Aviation polonaise de Cracovie (en polonais : Muzeum Lotnictwa Polskiego w Krakowie) est le plus important musée aéronautique de Pologne. Il occupe une partie de l'ancien aéroport du Kraków-Rakowice-Czyżyny, au nord-est de Cracovie. Il a ouvert en 1964, un an après la fermeture de l'aéroport.

## La collection

### Avions[1]
| - AEG Wagner Eule - Aero Ae-145 - Aero L-29 Delfin - Aero L-60 Brigadýr - Albatros B.II - Albatros C.I (fuselage) - Albatros H.1 (fuselage) - Albatros L.101 - Amiot AAC.1 Toucan (Junkers Ju 52/3m) - Antonov An-26 - Avia B.33 (Iliouchine Il-10) - Aviatik C.III (fuselage) - Blériot XI (réplique) - Bücker Bü 131B Jungmann - Cessna A-37 Dragonfly - Cessna UC-78A Bobcat - Curtiss Export Hawk II - Dassault Mirage 5 BA - De Havilland DH.100 Vampire - De Havilland DH.112 Sea Venom - De Havilland DH.82A Tiger Moth II - DFW C.V (fuselage) - EM-10 Bielik - Etrich Taube - Fouga CM.170 Magister - Geest Möwe IV - Grigorovich M-15 - Halberstadt CL.II (fuselage et section centrale des ailes) - Hawker Siddeley Harrier GR.3 - Iliouchine Il-14S (VEB) - Iliouchine Il-28R - Iliouchine Il-28U - Let L-200A Morava - LFG Roland D.VI (fuselage) - LTV A-7P Corsair II - Lissounov Li-2 (lic. Douglas DC-3) - Lockheed F-104S ASA-M Starfighter - LVG B.II (incomplet) - LWD Szpak-2 - LWD Szpak 4T - LWD Żuraw (non restauré) - McDonnell Douglas F-4 Phantom II - Messerschmitt Bf 109G-6 - Messerschmitt Me 209 V1 (fuselage) - Mikoyan-Gourevitch MiG-19 PM - Mikoyan-Gourevitch MiG-21 F-13 - Mikoyan-Gourevich MiG-21 MF - Mikoyan-Gourevich MiG-21 bis - Mikoyan-Gourevich MiG-21 PF - Mikoyan-Gourevich MiG-21 PFM - Mikoyan-Gourevich MiG-21 R - Mikoyan-Gourevich MiG-21 U - Mikoyan-Gourevich MiG-21 UM - Mikoyan-Gourevich MiG-21 US - Mikoyan-Gourevitch MiG-23 MF - Mikoyan-Gourevitch MiG-29 - North American T-6G Texan - Northrop F-5E Tiger II - Monomoteur monoplace Kukułka - Piper L-4A Grasshopper | - Polikarpov Po-2 LNB - PWS-26 - PZL I-22 Iryda M-93K - PZL M-15 Belphegor - PZL M-20 Mewa - PZL M-4 Tarpan - PZL P.11c - PZL TS-8 Bies - PZL S-4 Kania 3 - PZL-101 Gawron - PZL-104 Wilga - PZL-105 Flaming - PZL-105L Flaming - PZL-106 Kruk (prototype) - PZL-106AR Kruk - PZL-130 Orlik - PZL-130T Orlik - Republic F-105D Thunderchief - Republic F-84F Thunderstreak - RWD-13 - RWD-21 - Saab J 35J Draken - Saab JASF37 Viggen - SEPECAT Jaguar GR.1 - Sopwith F.1 Camel - Stinson L-5 Sentinel (fuselage) - Soukhoï Su-7 BKL - Soukhoï Su-7 BM - Soukhoï Su-7 UM - Soukhoï Su-20 - Soukhoï Su-22 M4 - Supermarine Spitfire LF Mk XVIE - TS-11 Iskra bis B - TS-11 Iskra bis B “Red 1” - TS-11 Iskra bis B (cross section) - TS-11 Iskra bis DF ‘1409’ - TS-11R Iskra bis DF - Tupolev Tu-134A - Tupolev Tu-2S - WSK An-2R - WSK An-2TD - WSK Lim-1 - WSK Lim-2 - WSK Lim-5 - WSK Lim-6bis - WSK Lim-6M - WSK Lim-6MR - WSK MD-12F - WSK SB Lim-2 - WSK SB Lim-2A - WSK TS-9 Junak 3 - Yakovlev Yak-11 - Yakovlev Yak-12 - Yakovlev Yak-17UTI (Jak-17W) - Yakovlev Yak-18 - Yakovlev Yak-23 - Yakovlev Yak-40 - Zlin Z-26 Trener - Zlín Z-50LA |

### Planeurs
| - IS-1 Sęp bis - IS-3 ABC - IS-4 Jastrząb - IS-A Salamandra - IS-B Komar 49 - IS-C Żuraw - S-1 Swift - SZD-6X Nietoperz - SZD-8 bis Jaskółka - SZD-9 bis Bocian 1A - SZD-10 bis Czapla | - SZD-12 Mucha 100 - SZD-15 Sroka - SZD-17X Jaskółka L - SZD-18 Czajka - SZD-19-2A Zefir 2A - SZD-21 Kobuz 3 - SZD-22 Mucha Standard - SZD-25A Lis - SZD-43 Orion - WWS Wrona bis - WWS-2 Żaba |

### Motoplaneur
- HWL Pegaz (SP-590)
- Borzęcki Altostratus
- PW-4 Pelikan

### Hélicoptères
- Bell CH-136 Kiowa
- BŻ-4 Żuk
- JK-1 Trzmiel
- Mil Mi-4 A
- Mil Mi-4 ME
- Mil Mi-8S
- Mil Mi-24
- SP-GIL
- Sud-Aviation SE-3160 Alouette III
- WSK Mi-2Ch (NATO: Hoplite)
- WSK Mi-2FM (NATO: Hoplite)
- WSK Mi-2M2 (NATO: Hoplite)
- WSK Mi-2R
- WSK Mi-2T (NATO: Hoplite)
- WSK Mi-2URP (NATO: Hoplite)
- WSK SM-1 (licenced Mi-1, NATO: Hare)
- WSK SM-2

### Moteur d'aviation
| - Argus As 10c - Argus As 410 - Argus As 5 - Argus As 7 - Argus As 8 - Armstrong Siddeley Genet - Austro-Daimler DM 200 - Avia M-337 - Avia M-42 (licence Mikulin AM-42) - Benz Bz IVd - BMW 132 Z - BMW 801 D2 - BMW IIIa - Bramo 323 Fafnir - Breda (lic. SPA 6a) - Bristol Cherub I - Bristol Pegasus X - Bristol Siddeley Hercules 264 - Clerget Blin 9B - Daimler-Benz DB 600G - Farman 12 WE - Farman 9 EFR - General Electric J79-GE-11A - Gnome et Rhône 9KRd Mistral - Gnome et Rhône Jupiter 9Ab - Hirth HM 504A - Hirth HM 508 - Hirth HM 60R - Hispano-Suiza 12Xbrs - Hispano-Suiza 82 - Isotta Fraschini Bianchi V 4B - Ivchenko AI-24TW - Ivchenko AI-25 - Ivchenko AI-9 - Jacobs R-755-9 (L-4) (fragment) - Junkers Jumo 205 - Junkers Jumo 211 - Junkers L55 Hohenmotor - Junkers L 8 - Klimov M-103 - Klimov RD-10A - Klimov RD-500 - Klimov VK-105PF2 - Klimow GTD-350 - Köller Kroeber M4 - Le Rhône 9 Type C - Liberty L-12 - Lorraine Dietrich 12 Db - Lorraine-Dietrich 12 Eb - Lyulka AL-21F3 - Lyulka AL-7F - Maybach HSLU (Mb IV) - Maybach Mb.III - Maybach Mb.IVa - Mercedes Benz F-7502 - Mercedes D.IIIa - Mercedes D IVa - Mercedes D IVb - Mercedes E 4F | - Mikulin AM-34 - Mikulin AM-35A - Mikulin AM-38F - NAG C III - Packard 1A-2025 - Peugeot 8 - Praga Doris D - Praga Doris 208B - Pratt & Whitney R-1830 Twin Wasp - Pratt & Whitney R-2800 Double Wasp - PZInż. Junior - PZInż. Major Typ 4 - PZL Pegasus 20 - PZL Pegaz II - PZL Pegaz VIII - PZL WN-3 - RAF 3A Napier - RAF 4A Daimler - RD-10A - RD-500 - RD-9B - Renault 12FE - Renault 12Kd - Renault 6Q11 - Rolls-Royce Eagle Mk IX - Rolls-Royce Kestrel II S - Rolls-Royce Merlin Mk XX - 9D21 - Salmson 9 AD - Salmson Z-9 - Siemens-Halske Sh III - Siemens-Halske Sh 14 - Statoréacteur de Wójcicki - SNECMA ATAR 09C - Sunbeam Mohawk - Shvetsov ASh-21 - Shvetsov ASh-62 IR - Shvetsov ASh-82 FN - Shvetsov M-11 FR - Tumansky R-11F2SK-300 - Tumansky R-13-300 - Tumansky R-27F-300 - Tumansky RD-9B - Walter HWK 109-501 - Walter HWK 109-507 - Walter M-332 - Walter Minor 4-III - Walter Mistral K-14 (licence Gnome-Rhône Mistral Major) - Wójcicki's ramjet - Wright R-2600-23 Cyclone 14 - Wright Whirlwind R-975 - WSK Lis-2 (licence Klimov VK-1A) - WSK Lis-5 (licence Klimov VK-1F) - WSK Lit-3 (licence Ivchenko AI-26) - WSK NP-1 - WSK SO-1 |